# Llista d'asteroides/191001-191100
| Nom      | Designació provisional | Data de descobriment   | Lloc de descobriment | Descobridor/s  |
| -------- | ---------------------- | ---------------------- | -------------------- | -------------- |
| 191001 - | 2001 YP53              | 18 de desembre de 2001 | Socorro              | LINEAR         |
| 191002 - | 2001 YV67              | 18 de desembre de 2001 | Socorro              | LINEAR         |
| 191003 - | 2001 YW85              | 18 de desembre de 2001 | Socorro              | LINEAR         |
| 191004 - | 2001 YQ87              | 18 de desembre de 2001 | Socorro              | LINEAR         |
| 191005 - | 2001 YB95              | 18 de desembre de 2001 | Palomar              | NEAT           |
| 191006 - | 2001 YE109             | 18 de desembre de 2001 | Socorro              | LINEAR         |
| 191007 - | 2001 YF111             | 19 de desembre de 2001 | Socorro              | LINEAR         |
| 191008 - | 2001 YG122             | 17 de desembre de 2001 | Socorro              | LINEAR         |
| 191009 - | 2001 YS132             | 20 de desembre de 2001 | Socorro              | LINEAR         |
| 191010 - | 2002 AO10              | 5 de gener de 2002     | Haleakala            | NEAT           |
| 191011 - | 2002 AM15              | 6 de gener de 2002     | Socorro              | LINEAR         |
| 191012 - | 2002 AZ29              | 8 de gener de 2002     | Socorro              | LINEAR         |
| 191013 - | 2002 AF45              | 9 de gener de 2002     | Socorro              | LINEAR         |
| 191014 - | 2002 AY45              | 9 de gener de 2002     | Socorro              | LINEAR         |
| 191015 - | 2002 AQ51              | 9 de gener de 2002     | Socorro              | LINEAR         |
| 191016 - | 2002 AX63              | 11 de gener de 2002    | Socorro              | LINEAR         |
| 191017 - | 2002 AM76              | 8 de gener de 2002     | Socorro              | LINEAR         |
| 191018 - | 2002 AU82              | 9 de gener de 2002     | Socorro              | LINEAR         |
| 191019 - | 2002 AG90              | 11 de gener de 2002    | Socorro              | LINEAR         |
| 191020 - | 2002 AR93              | 8 de gener de 2002     | Socorro              | LINEAR         |
| 191021 - | 2002 AV104             | 9 de gener de 2002     | Socorro              | LINEAR         |
| 191022 - | 2002 AL110             | 9 de gener de 2002     | Socorro              | LINEAR         |
| 191023 - | 2002 AZ111             | 9 de gener de 2002     | Socorro              | LINEAR         |
| 191024 - | 2002 AF139             | 9 de gener de 2002     | Socorro              | LINEAR         |
| 191025 - | 2002 AC149             | 14 de gener de 2002    | Socorro              | LINEAR         |
| 191026 - | 2002 AW159             | 13 de gener de 2002    | Socorro              | LINEAR         |
| 191027 - | 2002 AJ160             | 13 de gener de 2002    | Socorro              | LINEAR         |
| 191028 - | 2002 AS168             | 14 de gener de 2002    | Socorro              | LINEAR         |
| 191029 - | 2002 BR                | 21 de gener de 2002    | Desert Eagle         | W. K. Y. Yeung |
| 191030 - | 2002 BD2               | 21 de gener de 2002    | Socorro              | LINEAR         |
| 191031 - | 2002 BH14              | 19 de gener de 2002    | Socorro              | LINEAR         |
| 191032 - | 2002 BR16              | 19 de gener de 2002    | Socorro              | LINEAR         |
| 191033 - | 2002 BW21              | 19 de gener de 2002    | Socorro              | LINEAR         |
| 191034 - | 2002 BV26              | 18 de gener de 2002    | Anderson Mesa        | LONEOS         |
| 191035 - | 2002 CR9               | 6 de febrer de 2002    | Socorro              | LINEAR         |
| 191036 - | 2002 CG19              | 4 de febrer de 2002    | Palomar              | NEAT           |
| 191037 - | 2002 CK19              | 4 de febrer de 2002    | Palomar              | NEAT           |
| 191038 - | 2002 CD21              | 4 de febrer de 2002    | Haleakala            | NEAT           |
| 191039 - | 2002 CV24              | 6 de febrer de 2002    | Haleakala            | NEAT           |
| 191040 - | 2002 CU25              | 10 de febrer de 2002   | Socorro              | LINEAR         |
| 191041 - | 2002 CY27              | 6 de febrer de 2002    | Socorro              | LINEAR         |
| 191042 - | 2002 CE30              | 6 de febrer de 2002    | Socorro              | LINEAR         |
| 191043 - | 2002 CP31              | 6 de febrer de 2002    | Socorro              | LINEAR         |
| 191044 - | 2002 CQ31              | 6 de febrer de 2002    | Socorro              | LINEAR         |
| 191045 - | 2002 CG32              | 6 de febrer de 2002    | Socorro              | LINEAR         |
| 191046 - | 2002 CN39              | 11 de febrer de 2002   | Desert Eagle         | W. K. Y. Yeung |
| 191047 - | 2002 CS42              | 7 de febrer de 2002    | Haleakala            | NEAT           |
| 191048 - | 2002 CM55              | 7 de febrer de 2002    | Socorro              | LINEAR         |
| 191049 - | 2002 CE56              | 7 de febrer de 2002    | Socorro              | LINEAR         |
| 191050 - | 2002 CE64              | 6 de febrer de 2002    | Socorro              | LINEAR         |
| 191051 - | 2002 CK64              | 6 de febrer de 2002    | Socorro              | LINEAR         |
| 191052 - | 2002 CC70              | 7 de febrer de 2002    | Socorro              | LINEAR         |
| 191053 - | 2002 CS72              | 7 de febrer de 2002    | Socorro              | LINEAR         |
| 191054 - | 2002 CZ80              | 7 de febrer de 2002    | Socorro              | LINEAR         |
| 191055 - | 2002 CC81              | 7 de febrer de 2002    | Socorro              | LINEAR         |
| 191056 - | 2002 CL98              | 7 de febrer de 2002    | Socorro              | LINEAR         |
| 191057 - | 2002 CD100             | 7 de febrer de 2002    | Socorro              | LINEAR         |
| 191058 - | 2002 CO105             | 7 de febrer de 2002    | Socorro              | LINEAR         |
| 191059 - | 2002 CM108             | 7 de febrer de 2002    | Socorro              | LINEAR         |
| 191060 - | 2002 CT111             | 7 de febrer de 2002    | Socorro              | LINEAR         |
| 191061 - | 2002 CM118             | 7 de febrer de 2002    | Kitt Peak            | Spacewatch     |
| 191062 - | 2002 CD131             | 7 de febrer de 2002    | Socorro              | LINEAR         |
| 191063 - | 2002 CJ137             | 8 de febrer de 2002    | Socorro              | LINEAR         |
| 191064 - | 2002 CL138             | 8 de febrer de 2002    | Socorro              | LINEAR         |
| 191065 - | 2002 CA139             | 8 de febrer de 2002    | Socorro              | LINEAR         |
| 191066 - | 2002 CO143             | 9 de febrer de 2002    | Socorro              | LINEAR         |
| 191067 - | 2002 CJ149             | 10 de febrer de 2002   | Socorro              | LINEAR         |
| 191068 - | 2002 CL149             | 10 de febrer de 2002   | Socorro              | LINEAR         |
| 191069 - | 2002 CA151             | 10 de febrer de 2002   | Socorro              | LINEAR         |
| 191070 - | 2002 CC151             | 10 de febrer de 2002   | Socorro              | LINEAR         |
| 191071 - | 2002 CJ155             | 6 de febrer de 2002    | Socorro              | LINEAR         |
| 191072 - | 2002 CT177             | 10 de febrer de 2002   | Socorro              | LINEAR         |
| 191073 - | 2002 CZ203             | 10 de febrer de 2002   | Socorro              | LINEAR         |
| 191074 - | 2002 CP204             | 10 de febrer de 2002   | Socorro              | LINEAR         |
| 191075 - | 2002 CM208             | 10 de febrer de 2002   | Socorro              | LINEAR         |
| 191076 - | 2002 CE209             | 10 de febrer de 2002   | Socorro              | LINEAR         |
| 191077 - | 2002 CA210             | 10 de febrer de 2002   | Socorro              | LINEAR         |
| 191078 - | 2002 CE216             | 10 de febrer de 2002   | Socorro              | LINEAR         |
| 191079 - | 2002 CN220             | 10 de febrer de 2002   | Socorro              | LINEAR         |
| 191080 - | 2002 CS227             | 6 de febrer de 2002    | Palomar              | NEAT           |
| 191081 - | 2002 CX231             | 6 de febrer de 2002    | Socorro              | LINEAR         |
| 191082 - | 2002 CO245             | 13 de febrer de 2002   | Kitt Peak            | Spacewatch     |
| 191083 - | 2002 CR248             | 14 de febrer de 2002   | Haleakala            | NEAT           |
| 191084 - | 2002 CE249             | 14 de febrer de 2002   | Kitt Peak            | Spacewatch     |
| 191085 - | 2002 CX273             | 8 de febrer de 2002    | Kitt Peak            | Spacewatch     |
| 191086 - | 2002 CB280             | 7 de febrer de 2002    | Palomar              | NEAT           |
| 191087 - | 2002 CK281             | 8 de febrer de 2002    | Kitt Peak            | Spacewatch     |
| 191088 - | 2002 CP286             | 10 de febrer de 2002   | Socorro              | LINEAR         |
| 191089 - | 2002 CS291             | 10 de febrer de 2002   | Socorro              | LINEAR         |
| 191090 - | 2002 CS302             | 12 de febrer de 2002   | Socorro              | LINEAR         |
| 191091 - | 2002 CU312             | 13 de febrer de 2002   | Palomar              | NEAT           |
| 191092 - | 2002 CP314             | 11 de febrer de 2002   | Socorro              | LINEAR         |
| 191093 - | 2002 EF                | 3 de març de 2002      | Gnosca               | S. Sposetti    |
| 191094 - | 2002 EA3               | 9 de març de 2002      | Socorro              | LINEAR         |
| 191095 - | 2002 ER5               | 9 de març de 2002      | Socorro              | LINEAR         |
| 191096 - | 2002 EO6               | 6 de març de 2002      | Siding Spring        | R. H. McNaught |
| 191097 - | 2002 EJ10              | 14 de març de 2002     | Palomar              | NEAT           |
| 191098 - | 2002 EK11              | 13 de març de 2002     | Palomar              | NEAT           |
| 191099 - | 2002 EQ11              | 14 de març de 2002     | Socorro              | LINEAR         |
| 191100 - | 2002 EH14              | 5 de març de 2002      | Haleakala            | NEAT           |